# Nueva Esperanza, Bochil
Nueva Esperanza är en ort i Mexiko.   Den ligger i kommunen Bochil och delstaten Chiapas, i den sydöstra delen av landet, 700 km öster om huvudstaden Mexico City. Nueva Esperanza ligger 997 meter över havet och antalet invånare är 171.
Terrängen runt Nueva Esperanza är bergig åt sydost, men åt nordväst är den kuperad. Runt Nueva Esperanza är det ganska tätbefolkat, med 80 invånare per kvadratkilometer. Närmaste större samhälle är Pueblo Nuevo Jolistahuacan, 13,7 km öster om Nueva Esperanza. I omgivningarna runt Nueva Esperanza växer huvudsakligen savannskog.